# Idiosoma
Idiosoma is een geslacht van spinnen uit de  familie van de Idiopidae (Valdeurspinnen).

## Soorten
- Idiosoma arenaceum Rix & Harvey, 2018
- Idiosoma berlandi (Rainbow, 1914)
- Idiosoma castellum (Main, 1986)
- Idiosoma clypeatum Rix & Harvey, 2018
- Idiosoma corrugatum Rix & Harvey, 2018
- Idiosoma cupulifex (Main, 1957)
- Idiosoma dandaragan Rix & Harvey, 2018
- Idiosoma formosum Rix & Harvey, 2018
- Idiosoma galeosomoides Rix, Main, Raven & Harvey, 2017
- Idiosoma gardneri Rix & Harvey, 2018
- Idiosoma gutharuka Rix & Harvey, 2018
- Idiosoma incomptum Rix & Harvey, 2018
- Idiosoma intermedium Rix & Harvey, 2018
- Idiosoma jarrah Rix & Harvey, 2018
- Idiosoma kopejtkaorum Rix & Harvey, 2018
- Idiosoma kwongan Rix & Harvey, 2018
- Idiosoma manstridgei (Pocock, 1897)
- Idiosoma mcclementsorum Rix & Harvey, 2018
- Idiosoma mcnamarai Rix & Harvey, 2018
- Idiosoma montanum (Faulder, 1985)
- Idiosoma nigrum Main, 1952
- Idiosoma occidentale (Hogg, 1903)
- Idiosoma planites (Faulder, 1985)
- Idiosoma rhaphiduca (Rainbow & Pulleine, 1918)
- Idiosoma schoknechtorum Rix & Harvey, 2018
- Idiosoma sigillatum (O. Pickard-Cambridge, 1870)
- Idiosoma smeatoni (Hogg, 1902)
- Idiosoma subtriste (O. Pickard-Cambridge, 1877)
- Idiosoma winsori (Faulder, 1985)